# Kamin'-Kašyrs'kyj
Kamin'-Kašyrs'kyj (in ucraino Камінь-Каширський?, in russo Камень-Каширский?, in polacco Kamień Koszyrski) è una città ucraina (12 477 abitanti), nel distretto di Kamin'-Kašyrs'kyj nell'oblast' di Volinia. Ospita l'amministrazione del distretto di Kamin'-Kašyrs'kyj e della comunità territoriale di Kamin'-Kašyrs'kyj, una delle comunità territoriali dell'Ucraina.
Fondata nel 1196, nel 2013 aveva circa 12.000 abitanti.